# Teatro Nacional de Serbia
El Teatro Nacional de Serbia (en alfabeto serbio Српско народно позориште y en alfabeto latino Srpsko narodno pozorište) es el más antiguo teatro de Serbia. 

## Características
Su sede está en Novi Sad, la segunda ciudad más importante del país. El teatro fue fundado en 1861 en la reunión de la sala serbia de lectura, que tuvo lugar en Novi Sad. El Teatro Nacional de Serbia es también la más antigua institución de teatro profesional entre los eslavos del Sur. Su primer director fue asimismo su fundador, Jovan Đorđević. El edificio que actualmente ocupa se inauguró en marzo de 1981.